# 950

## Události
- Císař Ota I. opět po 14 letech vtrhl do Čech. Český kníže Boleslav se mu vydal v ústrety se svým vojskem, načež byl po setkání obou vojsk pod hradem „Nova“ sjednán mír. Dosud ovšem není jasné, za jakých podmínek k tomu došlo a která ze stran dala k jednání podnět. – konec česko-saské války

## Narození
- ? – Bernard I. Saský, saský vévoda z dynastie Billungů († 9. února 1011)

## Úmrtí
- 22. listopadu – Lothar II. Italský
- ? – Al-Fárábí, arabský učenec zřejmě turkického původu (* 870)

## Hlavy států
- České knížectví – Boleslav I.
- Papež – Agapetus II.
- Anglické království – Edred
- Skotské království – Malcolm I.
- Východofranská říše – Ota I. Veliký
- Západofranská říše – Ludvík IV. Francouzský
- Uherské království – Fajsz
- První bulharská říše – Petr I. Bulharský
- Byzanc – Konstantin VII. Porfyrogennetos